# Buscate
Buscate (Büscáa, AFI: [byˈskɑː], in dialetto locale; un tempo anche Büst(i) Cava) è un comune italiano di 4 675 abitanti della città metropolitana di Milano in Lombardia.

## Origini del nome
Nel dialetto locale è chiamata Büscáa, ma era un tempo nota come Büst(i) Cava, appellativo che la distingueva da Büsti Grandi (letteralmente Busto Grande, che indica la città di Busto Arsizio) e da Büst Picul (Busto Piccola, Busto Garolfo).

## Storia
Il paese di Buscate, come dice il nome, è derivato da boscaglie che si estendevano a mezzogiorno di Busto Arsizio. Non è possibile dire con esattezza le origini storiche del paese perché né l'archivio del comune né in quella parrocchiale o altrove vi sono tracce di fonti certe ed attendibili. Si sa soltanto che Buscate era un'antica frazione dell'illustre e privilegiata pieve di Dairago, ove esisteva la collegiata col capitolo canonicale. Il sabato i canonici si distribuivano nelle frazioni per esercitare il loro ministero e tuttora esistono strade di campagna denominate "dei canonici" proprio perché attraverso queste vie transitavano i sacerdoti da Dairago a Buscate. L'antichità della parrocchia appare chiaramente da un Cathalogus del 1564 e, indirettamente, dallo Status Ecclesiae del 1466. I primi registri anagrafici esistenti nell'archivio parrocchiale risalgono al 1585. Nella piazza principale del paese si trovava una storica colonna votiva, ora trasportata davanti alla chiesa parrocchiale che, secondo alcuni, ricorderebbe avvenimenti importanti quali il passaggio di san Carlo Borromeo o la liberazione dalla peste. Fuori dal paese un'altra testimonianza del XVII secolo la cappella del lazzaretto dedicata alla Madonna del Carmine.

### Simboli
Lo stemma e il gonfalone sono stati concessi con regio decreto del 6 gennaio 1941.
L'albero di gelso, le cui foglie costituiscono l'alimento dei bachi da seta, sottolinea l'antica origine agricola del territorio e, in particolare, l'attività della lavorazione delle fibre tessili.
Il gonfalone è un drappo d'azzurro.

## Monumenti e luoghi d'interesse

Villa Rosales-Abbiate

Il monumento più importante di Buscate è la Villa Rosales-Abbiate. Le origini della Villa si fanno risalire al XVII secolo: il catasto teresiano del 1720 testimonia che la Villa era costituita solo dalla parte della attuale proprietà Naggi. Sono stati costruiti successivamente prima il corpo "nobile" della Villa (con l'entrata da Piazza Baracca) ed infine il cortiletto della fontana (con l'entrata da Via S. Pietro). Anche il parco, posto dietro la Villa, è stato progressivamente ampliato: un muro divide ancora oggi la parte con il grande prato più rustica (costeggiata dalla Via Cavallotti) da quella strutturata a giardino ricca di essenze pregiate e con una impronta tipicamente "romantica".
Chi ha contribuito in modo determinante alla attuale situazione architettonica della Villa sono state la nobile famiglia di origine spagnola Ordoño de Rosales ed il Senatore Mario Abbiate. In particolare due sono le personalità che hanno dato una impronta a questa Villa: Gaspare Ordoño de Rosales ed il Senatore del Regno d'Italia Mario Abbiate.

## Società

### Evoluzione demografica
Abitanti censiti

### Etnie e minoranze straniere
Secondo i dati ISTAT al 31 dicembre 2010 la popolazione straniera residente era di 350 persone. Le nazionalità maggiormente rappresentate in base alla loro percentuale sul totale della popolazione residente erano:
- Pakistan 98 2,04%
- Albania 49 1,02%

## Infrastrutture e trasporti
Fra il 1880 e il 1952 la località era servita dalla tranvia Milano-Castano Primo altresì nota con il soprannome di Gamba de legn.

## Amministrazione
| Periodo        | Periodo        | Nome                 | Partito       | Carica  | Note  |
| -------------- | -------------- | -------------------- | ------------- | ------- | ----- |
| 15 maggio 2011 | 6 giugno 2016  | Marina Teresa Pisoni | PdL-Lega Nord | Sindaco | [ 8 ] |
| 6 giugno 2016  | 4 ottobre 2021 | Fabio Merlotti       | Lista civica  | Sindaco |       |
| 4 ottobre 2021 | in carica      | Fabio Merlotti       | Lista civica  | Sindaco |       |